# Gozalābād
Gozalābād (persiska: گزل آباد) är en ort i Iran.   Den ligger i provinsen Khorasan, i den nordöstra delen av landet, 600 km öster om huvudstaden Teheran. Gozalābād ligger 1 336 meter över havet och antalet invånare är 486.
Terrängen runt Gozalābād är kuperad söderut, men norrut är den platt.Runt Gozalābād är det ganska glesbefolkat, med 38 invånare per kvadratkilometer. Närmaste större samhälle är Fārūj, 11,0 km norr om Gozalābād. Omgivningarna runt Gozalābād är i huvudsak ett öppet busklandskap.